# Trischidocera yunnanensis
Trischidocera yunnanensis là một loài ruồi trong họ Tachinidae.